# Negoslavci
Negoslavci es un municipio de Croacia en el condado de Vukovar-Sirmia.

## Geografía
Se encuentra a una altitud de 108 m s. n. m. a 289 km de la capital nacional, Zagreb.

## Demografía
En el censo 2021 el total de población del municipio fue de 983 habitantes.
| Gráfica de población de Negoslavci 1857-2011                        |
|                                                                     |
| Según los censos de población de la oficina estadística de Croacia. |